# Драчково (Смолевицький район)
Драчково (біл. вёска Драчкава) — село в складі Смолевицького району Мінської області, Білорусь. Село є адміністративним центром Драчківської сільської ради, розташоване в центральній частині області.
Драчково, поселення в якому одному з небагатьох поселень, збереглася вулиця, названа на честь диктатора Сталіна.